# Claude Vonstroke
Claude Vonstroke är en amerikansk house, electronic och ghettotechproducent. I juli 2006 släppte han sitt debutalbum, Beware of the Bird, som fick positiva recensioner.[källa behövs] Bland hans olika alias bör nämnas Barclay Crenshaw, Burnto Bertolucci och Pedro DeLaFaydro. 